# CAIW
CAIWAY (CAIW Holding B.V.) was een aanbieder van internet, TV en bellen. Het bedrijf had anno 2018 circa 200.000 klanten, hoofdzakelijk in de regio's Westland, Twente en Schiedam.
CAIW is in 1981 ontstaan als CAI Westland (Centrale Antenne-Inrichting Westland) en begon in 1995 als eerste in Nederland met het aanbieden van kabelinternet. Sinds 2004 werd het bedrijf opgesplitst in CAIW en Caiway. Het leveren van telecomdiensten (televisie, internet en bellen) gebeurt vanaf dat moment door de serviceprovider Caiway.
Eind 2017 is het bedrijf in handen gekomen van het Zweedse investeringsfonds EQT. EQT was ook al eigenaar van de Zeeuwse kabelexploitant DELTA en voegde beide bedrijven per 1 augustus 2018 samen binnen één holding DELTA Fiber Nederland. 
Per 1 januari 2020 is CAIW opgehouden als zelfstandig bedrijf en vond de juridische fusie plaats met DELTA Fiber Nederland. Het bedrijf heeft aan de klanten laten weten, dat DELTA Fiber Nederland B.V. nu de formele contractpartij geworden is. De klanten blijven bediend onder de merknaam Caiway. De oude juridische entiteiten (CAIW Holding B.V. en CAIW Diensten B.V.) zijn uitgeschreven bij de Kamer van Koophandel.

Per 13 augustus 2024 werd bekend gemaakt dat Caiway verder gaat onder de naam DELTA. Het merk Caiway houdt per 2026 op met bestaan. Dit wordt gedaan omdat het bedrijf achter Caiway zegt dat met twee merken alles dubbel gedaan moet worden. Klanten krijgen een vergelijkbaar Flexpakket bij DELTA. Verder blijft hun telefoonnummer en emailadres van @caiway.nl @caiw.nl @kabelfoon.nl @caiw.net hetzelfde, zelfs de tv opnames gaan gewoon mee. Ook de lokale zender WOS blijft op zender 12 in de lijst.

## Verzorgingsgebied
De provider Caiway levert via de netwerken van CAIW en daarnaast ook via andere netwerken.
De netwerken van CAIW hebben anno 2018 bij elkaar circa 350.000 huisaansluitingen.. Deze netwerken worden o.a. geëxploiteerd onder de merknamen:
- CIF Glasvezel (100% CAIW)
- Glasvezel Buitenaf (100% CAIW, enkele deelgebieden zijn een joint venture met Cogas of Rendo)
- MABIB (Thans verder uitgebouwd en geëxploiteerd onder de naam Glasvezel Buitenaf)
- Cogas Kabel Infra (50% CAIW, 50% Cogas)

Daarnaast levert Caiway via netwerken die niet in eigendom zijn van CAIW, zoals:
- REKAM (Bergambacht (locatie Slothoven), Berkenwoude, Bodegraven (locatie De Meent), Boskoop (locatie Middelburgseweg), Cabauw, Driebruggen, Gouda, Gouderak, Haastrecht, Hekendorp, Het Beijersche, Krimpen aan de Lek (locatie SON), Moordrecht, Oudewater, Ouderkerk a/d IJssel, Papekop, Polsbroek, Reeuwijk, Snelrewaard, Stolwijk, Vlist en Waddinxveen (locatie Bloemendaalseweg))
- Glasvezel Harderwijk (100% eigendom van CAI Harderwijk)
- VVE Louis Couperusplaats (Capelle aan den IJssel)

## Producten

### Kabeltelevisie en radio
In de zomer van 2005 begon Caiway met het aanbieden van DVB-C. In september 2005 is het aantal analoge kanalen teruggebracht tot de 24 populairste kanalen, plus een overzichtskanaal. Het basispakket bleef uit 48 kanalen bestaan, maar de geschrapte analoge kanalen waren vanaf dat moment (zonder meerprijs) uitsluitend digitaal beschikbaar in DVB-C.
Sinds de "symbolische" datum 10 oktober 2010 is het analoge signaal helemaal afgesloten en zijn de kanalen alleen nog te ontvangen met een decoder, of televisie met ingebouwde ontvanger voor DVB-C. Dit om ruimte vrij te maken voor nog meer digitale (HD)-kanalen.
Caiway verspreidde geruimde periode ook het DVB-T-signaal via de kabel (de techniek van Digitenne over de coax-kabel). Het was mogelijk om de populairste kanalen (22 zenders) te ontvangen via een decoder voor DVB-T, of een televisie met ingebouwde ontvanger voor DVB-T. Dit had als voordeel dat ten tijde van de uitschakeling van analoge tv, de meeste moderne televisies wél beschikten over een DVB-T-ontvanger, en niet over een ingebouwde ontvanger voor DVB-C. Ook was de aanschaf van een losse DVB-T-ontvanger goedkoper en dus aantrekkelijker voor de slaapkamer. Een nadeel was echter dat de DVB-T kanalen met een lagere bitrate uitgezonden werden dan DVB-C, en daarom een lagere beeldkwaliteit gaf dan het DVB-C signaal.
Door het aantal analoge kanalen terug te brengen, is capaciteit beschikbaar gekomen, die deels al is ingevuld met nieuwe abonneekanalen. Deze abonneekanalen worden versleuteld over de kabel verstuurd; voor decodering is een chipkaart nodig. Dit in tegenstelling tot de digitale kanalen uit het basispakket die onversleuteld worden doorgegeven. Doordat in de beginfase aan iedere abonnee gratis een digitale decoder werd aangeboden, is de verspreiding van digitale televisie groot.
Het uitschakelen van analoge kabeltelevisie kent vele uitzonderingen:
- Caiway blijft op de netwerken in Krimpen aan den IJssel en Loenen aan de Vecht het analoge signaal aanbieden. Eerst zou dit tot 1 december 2012 zijn, op 16 november 2012 is het uitschakelen van analoge televisie alsnog voor onbepaalde tijd uitgesteld.[5]
- In de gebieden van de voormalige stichting Kabeltelevisie Brabant Gelderland en voormalige Cai Albrandswaard blijven vijftien analoge zenders beschikbaar tot en met december 2014.
- Bij latere overnames van CAI-netten (Borculo, Hendrik-Ido-Ambacht, Hilvarenbeek en Twente) is niet meer gesproken over afschakeling van analoge televisie.

Op de kabelnetten van Stichting CAI Ouderkerk aan den IJssel en Stichting Regionale Kabeltelevisie Midden-Holland (REKAM) biedt Caiway enkele digitale pakketten aan. Men kan hier dus kiezen tussen twee kabelaanbieders: de lokale stichting en Caiway.
CAI Harderwijk en Stichting Kabeltelevisie Pijnacker kopen slechts het RTV-signaal in bij Caiway. De stichtingen gebruiken deze signalen om zelf analoge en digitale pakketten samen te stellen.
Sinds maart 2024 is in het hele Caiway gebied analoge tv en radio afgeschakeld. Ook DVB-T.

### Interactieve televisie
Vanaf 2011 levert Caiway IPTV via de glasvezelnetwerken van CAIW. Voor deze dienst heeft Caiway een IPTV-platform aangekocht bij Divitel. Het systeem werkt met de Airties Air 7120-settopbox. Sinds de software-update van januari 2012 kan deze ook als PVR gebruikt worden. Voor de andere glasvezelnetwerken wordt gebruikgemaakt van de Entone Amulet 465- en 515-settopbox. Voor het beveiligen van de televisiestreams wordt gebruikgemaakt van Verimatrix in samenwerking met Divitel.
De dienst bestaat naast reguliere tv- en radiokanalen, uit interactieve mogelijkheden zoals Uitzending Gemist en Video on Demand (Videoland-videotheek en Pathe Thuis)

### Internet
Op glasvezel wordt gebruikgemaakt van modems van het merk Genexis, Nokia en SagemCom
Caiway gebruikt voor kabelinternet het euroDOCSIS 2.0-platform met Webstar-, Arris- en Cisco-modems, en in de regio Twente het euroDOCSIS 3.0-platform. Er zullen vanaf 2014 geen verdere upgrades van het kabelinternetproduct volgen, omdat vrijwel iedere woning in het verzorgingsgebied ook een FttH-aansluiting gerealiseerd is.
Caiway biedt geen ondersteuning voor IPv6 en geeft aan hier ook nog geen datum voor te kunnen afgeven.

### Digitale telefonie
Sinds 2004 wordt telefonie via de kabel aangeboden. Eerst was dit een dienst van Rits-tele.com die onder eigen label aangeboden werd. Sinds 2006 beschikt Caiway over een eigen telefoonplatform. Caiway is aangesloten op de Nederlandse SIP-Exchange waarlangs de kabelbedrijven telefonieverkeer uitwisselen.

## Wholesale
Caiway fungeert op de netwerken van CAIW (en enkele jointventure netwerken van CAIW), als wholesale-aanbieder en biedt aan deze serviceproviders toegang tot de netwerken. Hierdoor ontstaat op de netwerken van CAIW de mogelijkheid te kiezen voor een alternatieve servicesprovider, zoals Fiber Nederland, Solcon, WeServe, Kliksafe of Cbizz. De dienst Wholesale Ethernet Access (EAS) werd in 2014 opgestart.

## Geschiedenis

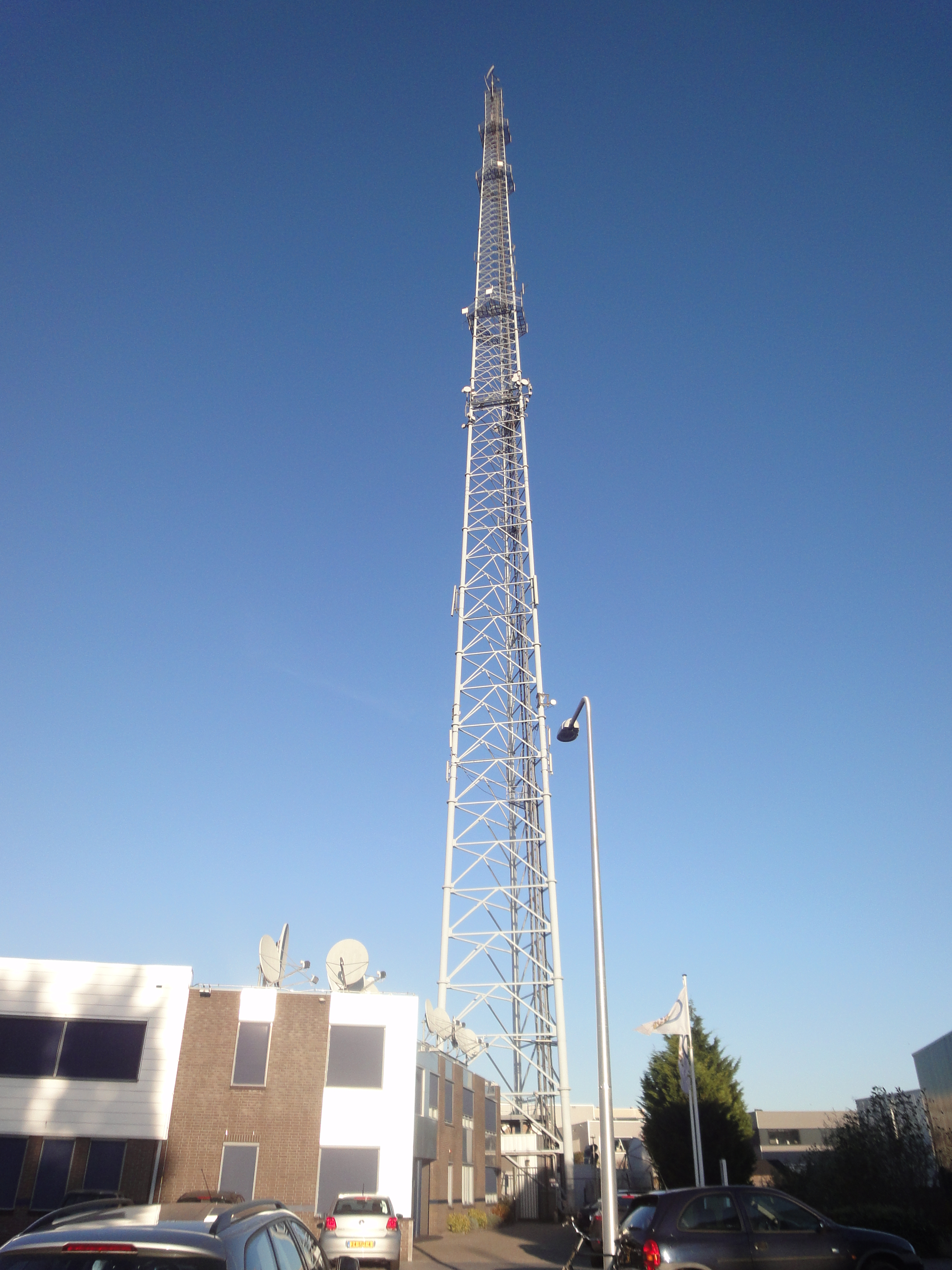
Zend- en ontvangstmast van CAIW in Naaldwijk

Zeven Westlandse gemeentes richten CAI Westland op in 1981. CAI Westland regelt de uitbouw en exploitatie van de Centrale Antenne-inrichting in de betreffende gemeentes. Voor het ontvangen van omroepsignalen wordt de kenmerkende zend- en ontvangstmast van Naaldwijk gebouwd.
In 1995 start CAI Westland met het leveren van kabelinternet, als eerste kabelexploitant in Nederland. Na jaren lang testen en ontwikkelen. Dit gebeurt met behulp van het DEMOS-1-systeem van het voormalige Goudse bedrijf DeltaKabel Telecom. Internettoegang wordt aangeboden onder de naam Kabelfoon.
CAI Westland krijgt per 1 juni 2004 de naam CAIW. En de diensten worden vanaf dat moment aangeboden onder de merknaam Caiway (voorheen Caiw kabeltelevisie, Kabelfoon en IGR). Vanaf dat moment levert het dienstenbedrijf Caiway via de netwerken van CAIW.
Per 1 januari 2008 verkopen de gemeenten Westland en Midden-Delfland het bedrijf aan Rabo Bouwfonds Communicatie Infrastructure Fund (RBCIF) en het management van CAIW. Na de verkoop wordt het eigendom en het beheer van de netwerken ondergebracht in een apart bedrijf (CIF), afgescheiden van het dienstenbedrijf (CAIW/Caiway). Het netwerkbedrijf CIF verhuist naar een kantoor in Rotterdam.
Op 2 mei 2011 wordt bekend dat KPN voornemens is om de dienstenbedrijf CAIW/Caiway over te nemen. Alleen het netwerkbedrijf CIF blijft dan over. Het bedrijf zal zich nog uitsluitend richten op de aanleg en het onderhoud van infrastructuur, waarover derden dan diensten leveren. Op 10 april 2012 ziet KPN echter af van de overname, omdat deze op te veel bezwaren stuit van de Nederlandse Mededingingsautoriteit. CIF en CAIW/Caiway houden dezelfde eigenaar.
CAIW was aandeelhouder van CBizz tot december 2011.  Tussen 2009 en 2011 werd dit bedrijfsonderdeel stapsgewijs afgestoten. De activiteiten (CAIWAY Business, LevelFour en SpeedXS) werden eerst per 1 oktober 2009 ondergebracht in een aparte rechtspersoon en het bedrijf opereerde vanaf dat moment los van de overige CAIW-organisatie. Sinds 7 april 2010 werkte de organisatie al onder de nieuwe merknaam CBizz. Per december 2011 heeft CAIW het resterende belang in CBizz verkocht aan het management van CBizz.
De zakelijke tak was ontstaan toen CAIW de Rotterdamse accessprovider IGR (Internet Gate Rotterdam) overnam. In 2002 is ook het bedrijf Westnet (Westland Internet) er in opgegaan, dat onder andere zakelijke internettoegang, websiteontwerp en hosting aanbood. Per 2 januari 2008 werd ook het bedrijf LevelFour (incl. SpeedXS) overgenomen en geïntegreerd.
Begin 2012 worden de vier management leden die een minderheidsbelang hebben, uitgekocht. In juni 2012 stapt directeur en grondlegger Aart Verbree op. Hij was 31 jaar werkzaam bij het bedrijf, vanaf de start in 1981. Bij zijn afscheid in 2012 krijgt hij de zilveren erepenning van de gemeente. Ruim een jaar later, december 2013, overlijdt hij op 61-jarige leeftijd.
Eind 2017 wordt EQT eigenaar van het gehele bedrijf (netwerkbedrijf en dienstenbedrijf). De naam CIF verdwijnt: Het netwerkbedrijf heeft dan niet langer een aparte naam en heet dan weer gewoon CAIW. EQT is dan ook al eigenaar van het Zeeuwse kabelexploitant/energieleverancier DELTA. Per 1 augustus 2018 worden CAIW/Caiway en DELTA samengebracht binnen één holding, DELTA Fiber Nederland. De kantoren van CAIW/Caiway (Rotterdam, Naaldwijk) en DELTA (Middelburg) worden eind 2018 samengevoegd tot één kantoor in Schiedam. Ook werden gedurende 2018 de facturatiesystemen samengevoegd, in één systeem dat beide merknamen aan kan.

### Geconsolideerde netten
Het bedrijf heeft een noemenswaardige rol gespeeld in de consolidatie van lokale kabelnetten in Nederland. Door de tijd heen zijn vele gemeentelijke netten overgekocht en toegevoegd aan het verzorgingsgebied.
CAI Westland legde zelf het netwerk aan in Westland, Midden-Delfland, Maassluis en Den Haag Wateringse Veld.
Op 31 januari 2003 tekent CAI Westland voor de overname van de kabelnetten in Aalsmeer en Uithoorn. Op 3 november 2004 wordt bekend dat kabelbedrijf OKEM van Oudenbosch wordt overgenomen. In juni 2006 volgde overname van de kabelnetten in Schiedam, IJsselstein (incl. Benschop) en Doorn.  Per 1 februari 2010 overname van de netten in Krimpen aan den IJssel en tevens Loenen aan de Vecht (inclusief Nieuwersluis, Vreeland, Loenersloot en Kerklaan). Op 27 september 2011 werd de aankoop van Cai Albrandswaard (Poortugaal en Rhoon) bekendgemaakt en op 7 december 2011 de aankoop van Kabelmedia Brabant-Gelderland netwerk in de gemeenten Heumen, West Maas en Waal, Druten en Oss (kern Berghem). Per 1 januari 2013 werd CIF de eigenaar van SCAI Borculo (Borculo, Geesteren, Gelselaar, Haarlo en omgeving Leo-Stichting) en CAI Hendrik-Ido-Ambacht. Daarnaast heeft CIF per 1 februari 2013 het kabelnet van Stichting CAS Hilvarenbeek overgenomen.
Eind 2012 volgt overname van een 50% belang in Cogas Kabel Infra, het kabelnet van 8 gemeentes in Twente. Hiermee breidt CIF zijn verzorgingsgebied in één klap flink uit naar de gemeenten Almelo, Dinkelland, Hardenberg, Hof van Twente, Oldenzaal, Tubbergen, Twenterand en Wierden. Per 5 november 2013 wordt ook de dienstenaanbieder op het netwerk, Cogas Kabeltelevisie BV overgenomen door Caiway. Later dat jaar verdwijnt Ziggo en wordt Caiway de aanbieder van kabeltelevisie en kabelinternet op het netwerk van Cogas Kabel Infra.